# Vuntuts nationalpark
Vuntuts nationalpark är en nationalpark i norra Yukon, Kanada. Parken etablerades 1995 och det skyddade området omfattar 4 345 kvadratkilometer. Det närmaste samhället är Old Crow. 
Området där Vunvuts nationalpark ligger är traditionella jaktmarker för Gwich’in-indianerna (Vuntut Gwitchin First Nation) och då parken grundades var det dels för att man ville bevara vildmarken och dels för att man ville främja Gwich’ins kultur.  
Norr om Vuntut ligger Ivvaviks nationalpark.